# David Fernández Miramontes
David Fernández Miramontes (La Corunya, 20 de gener de 1976) és un exfutbolista gallec, que ocupa la posició de davanter.
Format al planter del Deportivo de La Corunya, va ser una ferma promesa dels gallecs a mitjans de la dècada dels 90. Però, la manca d'oportunitats al primer equip, sent gairebé sempre suplent, i la poca fortuna en cessions al Sevilla FC i el CD Toledo, van fer que deixara el Deportivo a l'estiu del 2000.
Fitxa llavors per l'Airdrieonians escocès, que en aquella època orientava el seu mercat d'incorporacions a la competició espanyola. Allà va quallar una bona campanya, sent el màxim golejador de l'equip. La temporada 01/02 juga fins a 41 partits i marca 8 gols amb el Livingston FC. Eixes bones xifres li obririen les portes d'un dels grans d'Escòcia, el Celtic FC.
No tindria sort el gallec en el seu pas per l'equip de Glasgow, i entre 2002 i 2005 tan sols juga 11 partits (enmig hi ha una cessió al Livingston). Posteriorment, ha recalat en altres equips de la Scottish Premier League, com el Dundee United o el Kilmarnock, on ha recuperat la titularitat.